# Johannes van Neercassel
Johannes Baptista van Neercassel COr (ur. 1625 w Gorinchem, zm. 6 czerwca 1686 w Zwolle) – holenderski duchowny katolicki, oratorianin, biskup tytularny Castoria, wikariusz misji apostolskiej w Holandii w latach 1663–1686.